# Ceratocapsus bifurcus
Ceratocapsus bifurcus är en insektsart som beskrevs av Knight 1927. Ceratocapsus bifurcus ingår i släktet Ceratocapsus och familjen ängsskinnbaggar. Inga underarter finns listade i Catalogue of Life.